# 刘长佑墓
刘长佑墓，位于中国湖南省新宁县，是晚清原两广总督、直隶总督、云贵总督刘长佑的墓葬，于2019年被列为湖南省文物保护单位。

## 历史沿革
清光緒十三年（1887年），刘长佑病逝，葬于原籍新宁。
文革时期，刘长佑墓几被全毁，封土被平，墓室被开，石像生、墓庐等地面部分亦被毁，仅余两个石供桌、一通神道碑和残存青石拜道。2015年，新宁政府出资60万元修缮刘长佑墓。
1988年，刘长佑墓被列为县级文物保护单位。2019年，刘长佑墓被列为省级文物保护单位。

## 墓葬规制
刘长佑墓坐西北朝东南，总面积1250平方米，主要由墓冢、祭台、拜道、风水池、神道碑、墓志铭碑、墓庐等构成。墓冢及墓围以石料砌体，环墓冢有步道，墓前设祭台。诰授神道碑高3.04米，宽0.64米，厚0.38米，上镌：“皇清诰授光禄大夫予谥武慎前任云贵总督刘公荫渠府君之神位”。